# Мур, Джин (баскетболист)
Юджин Уилберт «Джин» Мур (англ. Eugene Wilbert "Gene" Moore; родился 29 июля 1945 года в Сент-Луисе, Миссури, США) — американский профессиональный баскетболист, играл в Американской баскетбольной ассоциации, отыграв семь из девяти сезонов её существования.

## Ранние годы
Джин Мур родился 29 июля 1945 года в городе Сент-Луис (штат Миссури), там же он учился в средней школе Самнер, в которой играл за местную баскетбольную команду.